# 新垣固
新垣固（?—?），战国时期魏国人。
孔斌在魏国任相共九个月，建议不被魏安僖王采用，于是称病辞职，在家休养。新垣固问孔斌：“贤者所到之处，必定振兴教化、修明政治。你在魏国为相，没听说有什么突出的政绩就引退了，是否不得志，为何引退得那么快？”孔斌说：“正因为没有突出的政绩，所以自行引退。不治之症，没有良医。现在秦国有吞食天下之心，用仁义事奉它，自然是不到安全；现在救亡都来不及，还谈什么振兴教化。当年伊尹在夏朝做官，吕望在商朝做官，夏、商两朝最终不治，难道是伊尹、吕望不想治理吗？实是大势不可挽回。当今崤山以东各国都疲惫不振，韩、赵、魏三晋向秦国割地求安，西周国、东周国二周折腰入秦，燕国、齐国、楚国也已屈服。由此可见，不出二十年，天下将归秦国所有了。”